# نبرد سینت‌ها (مجموعه بازی)
نبرد سینت‌ها (Saints Row) مجموعه‌ای از بازی‌های ویدئویی اکشن-ماجراجویی است که توسط شرکت Volition ساخته شده و توسط تی‌اچ‌کیو و دیپ سیلور منتشر شده است. این مجموعه در رابطه با سینت‌های خیابان سوم (3rd Street Saints) یک باند خیابانی خیالی است.
گیم‌پلی در بازی‌های نبرد سینت‌ها بر جهان باز تمرکز دارد که در آن بازیکن می‌تواند مأموریت‌ها را برای پیشبرد یک داستان کلی انجام دهد و همچنین در فعالیت‌های جانبی مختلف شرکت کند. بیشتر گیم‌پلی حول محور رانندگی و تیراندازی و گاه با عناصر نقش‌آفرینی می‌چرخد. با توجه به این‌که گاهی شماره‌های نخست این مجموعه با عنوان کپی‌های جی‌تی‌ای برچسب‌گذاری می‌شدند، توسعه‌دهندگان به‌دنبال ایجاد تجربه‌ای متمایزتر از بازی سوم به بعد، تمرکزی شدید بر گیم‌پلی عالی، ادای احترام به فرهنگ عامه، تقلید و طنز خود ارجاع بودند. این تغییرات در بین طرفداران دو بازی نخست، بحث‌برانگیز بوده است. چهار بازی نخست سری نبرد سینت‌ها عمدتاً در دو مکان تخیلی - استیل‌واتر و استیل‌پورت - که بر پایهٔ شهرهای واقعی آمریکا ساخته شده‌اند، روایت می‌شوند.
کار بر روی نخستین نبرد سینت‌ها در سال ۲۰۰۳ و پس از تکمیل Red Faction II توسط کمپانی Volition آغاز شد. این بازی در اوت ۲۰۰۶ منتشر شد. دنبالهٔ این مجموعه، نبرد سینت‌های ۲، در اکتبر ۲۰۰۸ منتشر شد. سومین بازی این سری، نبرد سینت‌ها: سوم، در نوامبر ۲۰۱۱ منتشر شد و آخرین بازی ویدئویی نبرد سینت‌ها بود که توسط تی‌اچ‌کیو منتشر شد. در ادامه، شرکت دیپ سیلور (Deep Silver) حق امتیاز این مجموعه بازی را در سال ۲۰۱۳ به‌دست‌آورد. چهارمین نسخه از این مجموعه، نبرد سینت‌های ۴، در اوت ۲۰۱۳ منتشر شد و یک نسخهٔ توسعه‌دهندهٔ (DLC) مستقل به‌نام گت بیرون از جهنم در ژانویهٔ ۲۰۱۵ در آمریکای شمالی و اروپا منتشر شد. تا سپتامبر ۲۰۱۳، این مجموعه بیش از ۱۳ میلیون فروش داشته است که آن را به یکی از پرفروش‌ترین فرنچایزهای بازی‌های ویدئویی در تمام دوران تبدیل کرده است.
بازراه‌اندازی این فرنچایز، با عنوان نبرد سینت‌ها (۲۰۲۲)، در اوت ۲۰۲۱ اعلام شد و در اوت ۲۰۲۲ منتشر شد. این نسخه در شهر خیالی سانتو ایلسو در جنوب غربی ایالات متحده اتفاق می‌افتد و باند جدیدی را دنبال می‌کند که اعضای آن سینت‌ها (The Saints) نامیده شده و تلاش می‌کنند کنترل شهر را از باندهای مختلف حاکم بر آن بگیرند.

## بازی‌ها
| عنوان                         | سال توضیح اولیه | پلتفرم(ها)                | پلتفرم(ها)                       | پلتفرم(ها)                             |                       | توسعه‌دهنده(ها) | ناشر(ها)                  |
| عنوان                         | سال توضیح اولیه | رایانه شخصی               | نسل هفتم کنسول‌های بازی           | نسل هشتم کنسول‌های بازی                 | نسل نهم کنسول‌های بازی | توسعه‌دهنده(ها) | ناشر(ها)                  |
| ----------------------------- | --------------- | ------------------------- | -------------------------------- | -------------------------------------- | --------------------- | -------------- | ------------------------- |
| نبرد سینت‌ها                   | ۲۰۰۶            | ایکس‌باکس ۳۶۰              | ایکس‌باکس وان                     | ایکس‌باکس سری اکس و سری اس              | Volition              | تی‌اچ‌کیو        |                           |
| نبرد سینت‌ها ۲                 | ۲۰۰۸            | مایکروسافت ویندوز، لینوکس | ایکس‌باکس وان                     | ایکس‌باکس سری اکس و سری اس              | Volition              | تی‌اچ‌کیو        | ایکس‌باکس ۳۶۰، پلی‌استیشن ۳ |
| نبرد سینت‌ها: سوم              | ۲۰۱۱            | مایکروسافت ویندوز، لینوکس | ایکس‌باکس وان، پلی‌استیشن ۴، سوئیچ | ایکس‌باکس سری اکس و سری اس، پلی‌استیشن ۵ | Volition              | تی‌اچ‌کیو        | ایکس‌باکس ۳۶۰، پلی‌استیشن ۳ |
| نبرد سینت‌ها ۴                 | ۲۰۱۳            | مایکروسافت ویندوز، لینوکس | ایکس‌باکس وان، پلی‌استیشن ۴، سوئیچ | ایکس‌باکس سری اکس و سری اس، پلی‌استیشن ۵ | Volition              | دیپ سیلور      | ایکس‌باکس ۳۶۰، پلی‌استیشن ۳ |
| نبرد سینت‌ها: گت بیرون از جهنم | ۲۰۱۵            | مایکروسافت ویندوز، لینوکس | ایکس‌باکس وان پلی‌استیشن ۴         | ایکس‌باکس سری اکس و سری اس، پلی‌استیشن ۵ | های ولتاژ Volition    | دیپ سیلور      | ایکس‌باکس ۳۶۰، پلی‌استیشن ۳ |
| نبرد سینت‌ها (۲۰۲۲)            | ۲۰۲۲            | مایکروسافت ویندوز         | ایکس‌باکس وان پلی‌استیشن ۴         | ایکس‌باکس سری اکس و سری اس، پلی‌استیشن ۵ | Volition              | دیپ سیلور      |                           |

### نبرد سینت‌ها (۲۰۰۶)
نبرد سینت‌ها نخستین قسمت از این مجموعه است که در اواسط سال ۲۰۰۳ برای پلی‌استیشن ۲ با عنوان Bling Bling توسعه یافت. این بازی در ۲۰۰۵ برای ایکس‌باکس ۳۶۰ معرفی شد. نسخهٔ آزمایشی پیش از بتای این بازی، رکورد حدود ۴۰۰۰۰۰ بار دانلود در عرض یک هفته را به ثبت رساند. همچنین در ماه سپتامبر ۲۰۰۶ بیش از ۵۰۰۰۰۰ نسخه فروش داشت و مورد تحسین منتقدان قرار گرفت. تا سال ۲۰۱۹، این بازی بیش از دو میلیون واحد فروش داشته است. این بازی نخستین بازی سندباکس نسل هفتمی بود و ویژگی‌هایی جدید مانند امکان بازی چندنفرهٔ آنلاین، تلفن همراه درون بازی، ناوبری با جی‌پی‌اس، کاراکتر پیچیده و قابلیت سفارشی‌سازی وسیلهٔ نقلیه را ارائه کرد.

### نبرد سینت‌ها ۲ (۲۰۰۸)
توسعهٔ بازی نبرد سینت‌ها ۲ در اواسط سال ۲۰۰۶، آغاز شد. نسخهٔ ویندوز این بازی در اوایل ۲۰۰۹ منتشر شد. داستان تقریباً پنج سال پس از وقایع نسخهٔ نخست نبرد سینت‌ها اتفاق می‌افتد و داستان همان شخصیت اصلی بازی (که اکنون با عنوان «رئیس» شناخته می‌شود) را دنبال می‌کند، که از کما برخاسته است. این نسخه، چندین محتوای قابل دانلود (DLC) منتشر کرد، از جمله دو DLC داستانی Ultor Exposur و Corporate Warfare

### نبرد سینت‌ها: سوم (۲۰۱۱)
تولید نسخهٔ سوم با نام نبرد سینت‌ها: سوم در مارس ۲۰۱۱ اعلام شد و نخستین بار در نوامبر ۲۰۱۱ منتشر شد. این بازی نقطهٔ عطف بزرگی را برای این مجموعه رقم می‌زند، که تأکید بیشتری بر کمدی دارد و مواردی چون ادای احترام به فرهنگ مردمی، پارودی‌ها و طنز خود ارجاعی را به نمایش می‌گذارد. استقبال از این تغییرات، متفاوت بود و بازی با این وجود، هم از نظر منتقدان و هم از نظر مالی خوب عمل کرد.
بازی دارای یک محیط جدید است: شهر خواهر استیل‌واتر، استیل‌پورت، توسط یک سازمان مجرمانه به‌نام سندیکا کنترل می‌شود که از سه باند تشکیل شده است: مورنینگ استار، لوچادورز و دکرز. سینت‌های خیابان سوم که اکنون افرادی مشهور هستند و پیروانی دارند، باید متحدان جدیدی پیدا کنند تا به آن‌ها کمک کنند تا شهر را تصرف کنند و رقبای خود را حذف کنند. در نیمهٔ بازی، استیل‌پورت در پاسخ به خشونت فزایندهٔ باندها تحت حکومت نظامی قرار می‌گیرد و یک سازمان شبه‌نظامی به نام S.T.A.G فراخوانده می‌شود تا نظم را به شهر بازگرداند که این موضوع، اوضاع را برای سینت‌ها پیچیده‌تر می‌کند. ساختار مأموریت نسبت به دو بازی پیشین، تغییر کرده است و باید مأموریت‌ها به ترتیب خاصی انجام شوند. بازی انتخاب‌هایی را در روایت خود گنجانده است و دارای چندین پایان مختلف است.
افزون بر چند مورد ارتقاهای کوچک‌تر، سه بستهٔ محتوای اصلی این نسخه، عبارت‌اند از: Genkibowl VII (منتشر شده در ۱۷ ژانویهٔ ۲۰۱۲)، Gangstas in Space (منتشر شده در ۲۱ فوریهٔ ۲۰۱۲) و The Trouble with Clones (منتشر شده در ۲۰ مارس ۲۰۱۲)

#### ریمستر
نسخهٔ ریمستر شدهٔ این نسخه شامل تمام DLCهای بازی اصلی، برای ویندوز، پلی‌استیشن ۴ و ایکس‌باکس وان در ۲۲ مه ۲۰۲۰ منتشر شد. این نسخه توسط Sperasoft توسعه یافته است و دارای ویژگی‌ها و بافت بازسازی‌شده، همراه با گرافیک و نور بهبود یافته است.

### نبرد سینت‌ها ۴ (۲۰۱۳)
نبرد سینت‌ها ۴ در مارس ۲۰۱۳ رونمایی شد و اوت ۲۰۱۳ برای مایکروسافت ویندوز، پلی‌استیشن ۳ و ایکس‌باکس ۳۶۰ و بعداً در سال ۲۰۱۵ به پلی‌استیشن ۴، ایکس باکس وان و لینوکس منتقل شد. نبرد سینت‌ها ۴ برای مدت کوتاهی در استرالیا ممنوع شد. این نسخه عمدتاً نقدهای مثبتی را به همراه داشت و در هفتهٔ نخست انتشار، بیش از یک میلیون نسخه فروخت.
داستان این نسخه، پنج سال پس از وقایع نسخهٔ پیشین نبرد سینت‌ها: سوم می‌گذرد و با انتخاب رئیس پس از خنثی کردن یک حملهٔ تروریستی به‌عنوان رئیس‌جمهور ایالات متحده آغاز می‌شود. هنگامی که یک امپراتوری بیگانه به نام زین (Zin) به زمین حمله می‌کند، رئیس و سایر سینت‌ها ربوده می‌شوند و در شبیه‌سازی استیل‌پورت قرار می‌گیرند تا ارادهٔ آن‌ها شکسته شود. رئیس می‌تواند شبیه‌سازی را به نفع خود دستکاری کند، قدرت‌های فوق‌العاده به‌دست‌آورد و باید راهی برای فرار، نجات دوستان خود و شکست دادن زین بیابد، درحالی‌که با دشمنان گذشته و بدترین ترس‌های خود نیز روبه‌رو می‌شود.

#### محتوای قابل دانلود (DLC)
نخستین بستهٔ محتوای قابل دانلود این نسخه در ۲۲ اکتبر ۲۰۱۳ منتشر شد. داستان از پایان غیرمتعارف نبرد سینت‌ها: سوم ادامه می‌یابد و نسخه‌ای جایگزین از حملهٔ زین را به تصویر می‌کشد. DLC داستانی دوم، چگونه سینت‌ها کریسمس را نجات دادند (How the Saints Save Christmas)، در ۱۰ دسامبر ۲۰۱۳ منتشر شد. داستان آن حول محور تلاش‌های سینت‌ها برای نجات بابانوئل از شبیه‌سازی استیل‌پورت۰۹۰۰ می‌چرخد.
یک بستهٔ الحاقی برای نبرد سینت‌ها ۴، نبرد سینت‌ها: گت بیرون از جهنم، در ۲۰ ژانویهٔ ۲۰۱۵ در آمریکای شمالی و ۲۳ ژانویهٔ ۲۰۱۵ در اروپا منتشر شد. این بازی بر اعضای سینت‌ها جانی گات و کینزی کنزینگتون و تلاش آن‌ها برای نجات رئیس از دوزخ پس از ربوده شدن توسط شیطان متمرکز است.

### نبرد سینت‌ها (۲۰۲۲)
گزارشی در اوت ۲۰۱۹ حاکی از این بود که عنوان جدید نبرد سینت‌ها در استودیوی Volition در حال توسعه است. در اوت ۲۰۲۱، این بازی جدید به‌عنوان بازراه‌اندازی این فرنچایز تأیید شد. این بازراه‌اندازی، با عنوان نبرد سینت‌ها، برای پلی‌استیشن ۴، پلی‌استیشن ۵، ایکس‌باکس وان، ایکس‌باکس سری اکس و سری اس، ویندوز و استادیا در ۲۳ اوت ۲۰۲۲ منتشر شد.

## گیم‌پلی
بازی‌های نبرد سینت‌ها در یک جهان باز جریان دارند. این مجموعه ترکیبی از عناصر اکشن، ماجراجویی و گیم‌پلی خودرویی است. بازیکن می‌تواند آزادانه با پای پیاده یا با استفاده از وسایل نقلیه در دنیای مجازی پرسه بزند و از مجموعه‌ای از سلاح‌ها در نبردهای مختلف استفاده کند. فعالیت‌های غیرقانونی مانند حمله به افراد غیرنظامی و افسران پلیس می‌تولند واکنشی فعال و بالقوه مرگبار را تحریک کند. در صورت مرگ یا دستگیری، بازیکن در بیمارستان یا ایستگاه پلیس مجاور احیا می‌شود.
در این مجموعه بازی‌ها تأکید بر جنگ شهری است. شخصیت بازیکن به یک باند خیابانی معروف به سینت‌های خیابان سوم  (3rd Street Saints) وابسته است. مأموریت‌های بازی از نظر ساختاری به آرک‌های داستانی جداگانه تقسیم می‌شوند. این کمان‌های مأموریت درهم‌تنیده نمی‌شوند، اما می‌توانند به‌طور یک‌باره یا جداگانه توسط بازیکن بازی شوند. مأموریت‌ها با جمع‌آوری امتیاز احترام (Respect) باز می‌شوند. سفارشی‌سازی، بخش بزرگی از گیم‌پلی را تشکیل می‌دهد. بازیکن این توانایی را دارد که ظاهر و لباس شخصیت خود را سفارشی کند، می‌تواند وسایل نقلیهٔ خاصی را برای تغییرات به مغازه‌ها ببرد و در نبرد سینت‌های ۲ می‌تواند فضای داخلی خانه‌های امن درون بازی را تزئین کند و رفتار گروه سینت‌های خیابان سوم را اصلاح کند.